# Kanadische Unterhauswahl 1925
- Prog: 22
- UF: 2
- Lib: 100
- Unabh.: 4
- Kons: 115
- Sonst.: 2

Die 15. kanadische Unterhauswahl (englisch 15th Canadian General Election, französisch 15e élection fédérale canadienne) fand am 29. Oktober 1925 statt. Gewählt wurden 245 Abgeordnete des kanadischen Unterhauses (engl. House of Commons, frz. Chambre des Communes). Obwohl die Liberale Partei von William Lyon Mackenzie King eine Niederlage erlitt, bildete sie mit dem Einverständnis der Progressiven Partei eine Minderheitsregierung. Wenig später erschütterte die King-Byng-Affäre das Land, was bereits im darauf folgenden Jahr zu einer Neuwahl führte.

## Die Wahl
Die Liberalen von Premierminister King gewannen weniger Sitze als die von Arthur Meighen angeführte Konservative Partei, gleichwohl verpasste letztere die absolute Mehrheit. King entschloss sich, mit Unterstützung der Progressiven Partei an der Macht zu bleiben. Die Progressiven, die sich in ideologischer Hinsicht nur wenig von den Liberalen unterschieden, schlugen sich auf die Seite Kings, der eine Minderheitsregierung bilden konnte.
Dies war insofern problematisch, als King in seinem eigenen Wahlkreis unterlegen war und ohne Unterhausmandat eigentlich gar nicht hätte regieren dürfen. Meighen empörte sich über Kings Vorgehen und verlangte dessen Rücktritt als Premierminister. King hingegen bat den liberalen Abgeordneten von Prince Albert in Saskatchewan, zurückzutreten und dadurch eine Nachwahl auszulösen. Prince Albert war einer der sichersten Wahlkreise für die Liberalen in ganz Kanada und King gewann mühelos gegen seinen konservativen Konkurrenten John Diefenbaker (den späteren Premierminister).
Wenig später erschütterte ein Skandal das Kabinett, als bekannt wurde, dass einer der Kabinettsmitglieder Bestechungsgelder angenommen hatte. King befürchtete eine Niederlage im Unterhaus und bat deshalb Generalgouverneur Julian Byng, das Parlament aufzulösen und eine Neuwahl anzusetzen. Byng weigerte sich und löste dadurch die King-Byng-Affäre aus. Nur drei Monate nach Kings Rücktritt verlor die neue konservative Regierung von Arthur Meighen ein Misstrauensvotum. Daraufhin fanden im September 1926 doch Neuwahlen statt, die mit einem Sieg der Liberalen endeten.
Die Wahlbeteiligung betrug 66,4 %.

## Ergebnisse

### Gesamtergebnis

Übersicht der Provinzen und Territorien

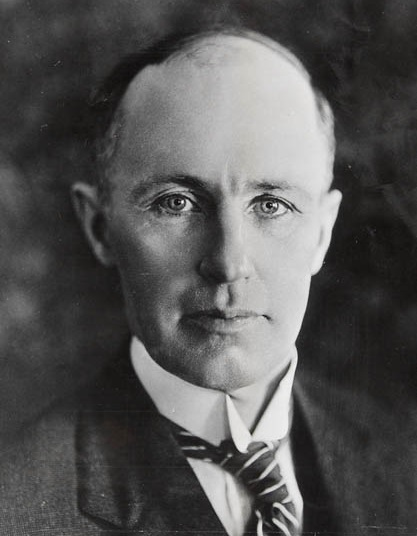
Arthur Meighen

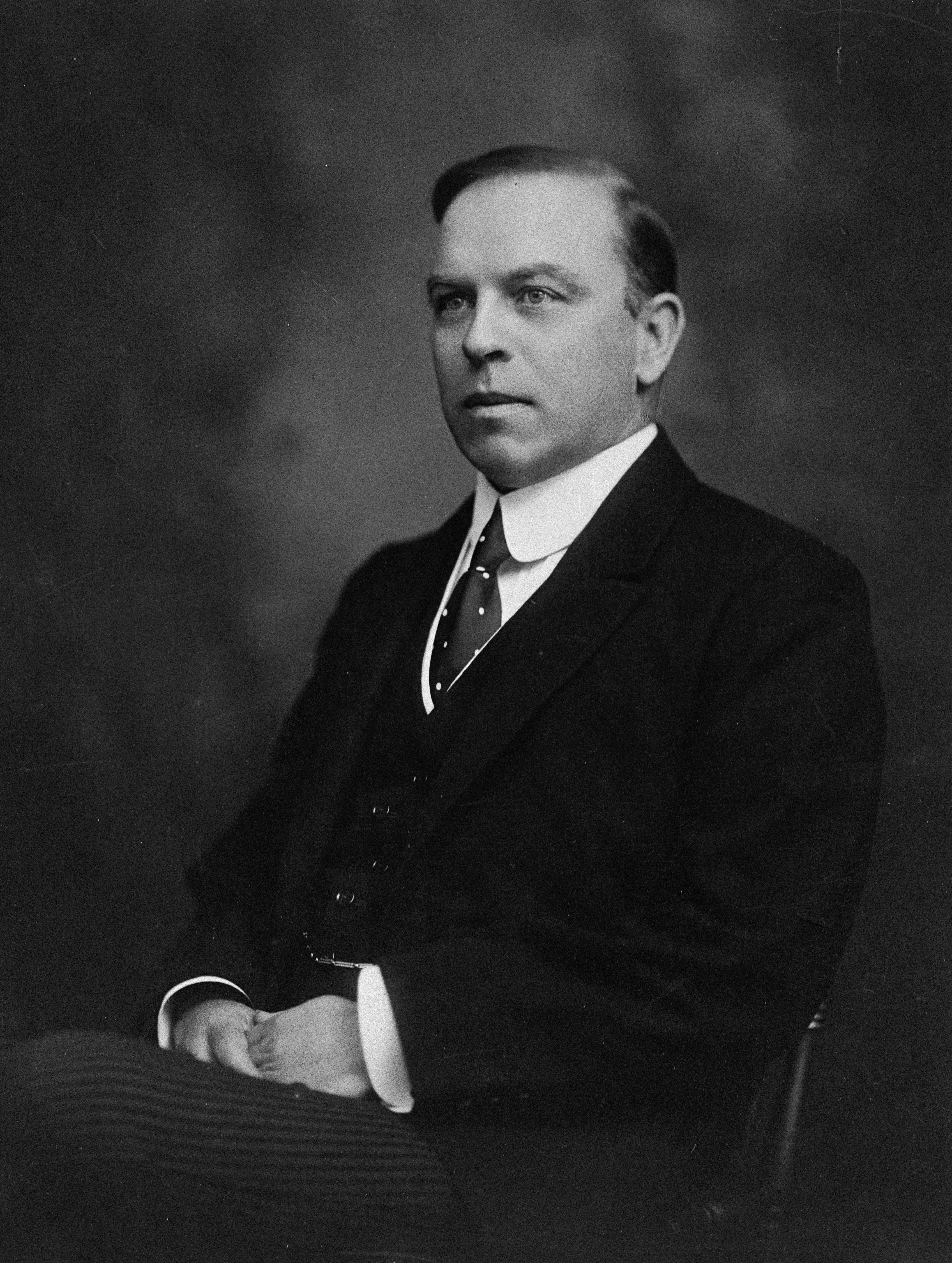
Mackenzie King

| Partei | Partei                          | Vorsitzender                | Kandi- daten | Sitze 1921 | Sitze 1925 | +/−  | Stimmen   | Wähler- anteil | +/−       |
| ------ | ------------------------------- | --------------------------- | ------------ | ---------- | ---------- | ---- | --------- | -------------- | --------- |
|        | Konservative Partei             | Arthur Meighen              | 232          | 049        | 115        | + 66 | 1.454.253 | 46,13 %        | + 16,18 % |
|        | Liberale Partei                 | William Lyon Mackenzie King | 216          | 118        | 100        | − 18 | 1.252.684 | 39,74 %        | − 1,41 %  |
|        | Progressive Partei              | Robert Forke                | 068          | 058        | 022        | − 36 | 266.319   | 8,45 %         | − 12,64 % |
|        | Labour Party                    | James Shaver Woodsworth     | 020          | 003        | 002        | − 01 | 56.987    | 1,81 %         | − 0,92 %  |
|        | Unabhängige                     |                             | 008          | 002        | 002        |      | 16.212    | 0,51 %         | − 2,53 %  |
|        | United Farmers of Alberta       |                             | 002          | 002        | 002        |      | 8.053     | 0,26 %         | − 0,45 %  |
|        | Unabhängige Liberale            |                             | 010          |            | 001        | + 01 | 31.140    | 0,99 %         | + 0,90 %  |
|        | Unabhängige Konservative        |                             | 006          | 001        | 001        |      | 16.759    | 0,53 %         | + 0,13 %  |
|        | nicht bekannt                   |                             | 005          |            |            |      | 20.583    | 0,65 %         | + 0,16 %  |
|        | Liberal-Protektionisten         |                             | 002          |            |            |      | 6.915     | 0,22 %         | + 0,22 %  |
|        | Unabhängige Liberal-Progressive |                             | 001          |            |            |      | 4.958     | 0,16 %         | + 0,16 %  |
|        | Labour-Farmer                   |                             | 002          |            |            |      | 4.774     | 0,15 %         | + 0,15 %  |
|        | Liberal-Progressive             |                             | 001          |            |            |      | 3.319     | 0,10 %         | + 0,10 %  |
|        | Independent Labour              |                             | 001          |            |            |      | 2.901     | 0,09 %         | + 0,09 %  |
|        | Sozialistische Partei           |                             | 001          |            |            |      | 1.888     | 0,06 %         | − 0,04 %  |
|        | Unabhängige Progressive         |                             | 001          | 001        |            | − 01 | 1.768     | 0,05 %         | − 0,07 %  |
|        | Farmer                          |                             | 001          |            |            |      | 1.130     | 0,04 %         | + 0,04 %  |
|        | Progressiv-Konservative         |                             | 001          |            |            |      | 1.120     | 0,04 %         | + 0,04 %  |
|        | Farmer-Labour                   |                             | 001          |            |            |      | 762       | 0,02 %         | + 0,02 %  |
|        | United Farmers of Ontario       |                             |              | 001        |            | − 01 |           |                |           |
| Gesamt | Gesamt                          | Gesamt                      | 579          | 235        | 245        | + 10 | 3.152.525 | 100,0 %        |           |

### Ergebnis nach Provinzen und Territorien
| Partei      | Partei                          | Partei      | BC   | AB   | SK   | MB   | ON   | QC   | NB   | NS   | PE   | YK   | Gesamt |
| ----------- | ------------------------------- | ----------- | ---- | ---- | ---- | ---- | ---- | ---- | ---- | ---- | ---- | ---- | ------ |
|             | Konservative Partei             | Sitze       | 10   | 3    |      | 7    | 67   | 4    | 10   | 11   | 2    | 1    | 115    |
|             | Konservative Partei             | Anteil in % | 49,3 | 31,8 | 25,4 | 41,3 | 56,3 | 34,2 | 59,7 | 56,4 | 33,1 | 59,4 | 46,1   |
|             | Liberale Partei                 | Sitze       | 3    | 4    | 15   | 1    | 12   | 59   | 1    | 3    | 2    |      | 100    |
|             | Liberale Partei                 | Anteil in % | 34,7 | 27,6 | 41,9 | 20,3 | 30,9 | 59,6 | 37,0 | 41,9 | 52,0 | 40,6 | 39,7   |
|             | Progressive Partei              | Sitze       |      | 7    | 6    | 7    | 2    |      |      |      |      |      | 22     |
|             | Progressive Partei              | Anteil in % | 6,1  | 26,5 | 31,8 | 25,1 | 8,8  |      |      |      |      |      | 8,5    |
|             | Labour Party                    | Sitze       |      |      |      | 2    |      |      |      |      |      |      | 2      |
|             | Labour Party                    | Anteil in % | 6,3  | 6,1  |      | 9,6  | 1,2  | 0,2  |      | 1,6  |      |      | 1,8    |
|             | Unabhängige                     | Sitze       | 1    |      |      |      |      | 1    |      |      |      |      | 2      |
|             | Unabhängige                     | Anteil in % | 2,6  |      |      |      | 0,6  | 1,4  | 0,8  |      |      |      | 0,5    |
|             | United Farmers of Alberta       | Sitze       |      | 2    |      |      |      |      |      |      |      |      | 2      |
|             | United Farmers of Alberta       | Anteil in % |      | 5,0  |      |      |      |      |      |      |      |      | 0,3    |
|             | Unabhängige Liberale            | Sitze       |      |      |      |      |      | 1    |      |      |      |      | 1      |
|             | Unabhängige Liberale            | Anteil in % |      |      |      |      |      | 3,8  |      |      |      |      | 0,1    |
|             | Unabhängige Konservative        | Sitze       |      |      |      |      | 1    |      |      |      |      |      | 1      |
|             | Unabhängige Konservative        | Anteil in % |      |      |      |      | 1,4  |      |      |      |      |      | 0,5    |
|             | nicht bekannt                   | Anteil in % |      |      | 0,1  |      | 0,9  | 0,2  |      |      | 15,0 |      | 0,7    |
|             | Liberal-Protektionisten         | Anteil in % |      |      |      |      |      | 0,9  |      |      |      |      | 0,2    |
|             | Unabhängige Liberal-Progressive | Anteil in % |      |      |      |      |      |      | 3,3  |      |      |      | 0,2    |
|             | Labour-Farmer                   | Anteil in % |      | 3,0  |      |      |      |      |      |      |      |      | 0,2    |
|             | Liberal-Progressive             | Anteil in % |      |      |      | 1,9  |      |      |      |      |      |      | 0,1    |
|             | Independent Labour              | Anteil in % |      |      |      | 1,7  |      |      |      |      |      |      | 0,1    |
|             | Sozialistische Partei           | Anteil in % | 1,0  |      |      |      |      |      |      |      |      |      | 0,1    |
|             | Unabhängige Progressive         | Anteil in % |      |      | 0,9  |      |      |      |      |      |      |      | 0,1    |
|             | Farmer                          | Anteil in % |      |      |      |      |      | 0,1  |      |      |      |      | 0,1    |
|             | Farmer                          | Anteil in % |      |      |      |      |      | 0,1  |      |      |      |      | < 0,1  |
|             | Progressiv-Konservative         | Anteil in % |      |      |      |      |      | 0,1  |      |      |      |      | < 0,1  |
|             | Farmer-Labour                   | Anteil in % |      |      |      |      | 0,1  |      |      |      |      |      | < 0,1  |
| Sitze total | Sitze total                     | Sitze total | 14   | 16   | 21   | 17   | 82   | 65   | 11   | 14   | 4    | 1    | 245    |